# Hechingen

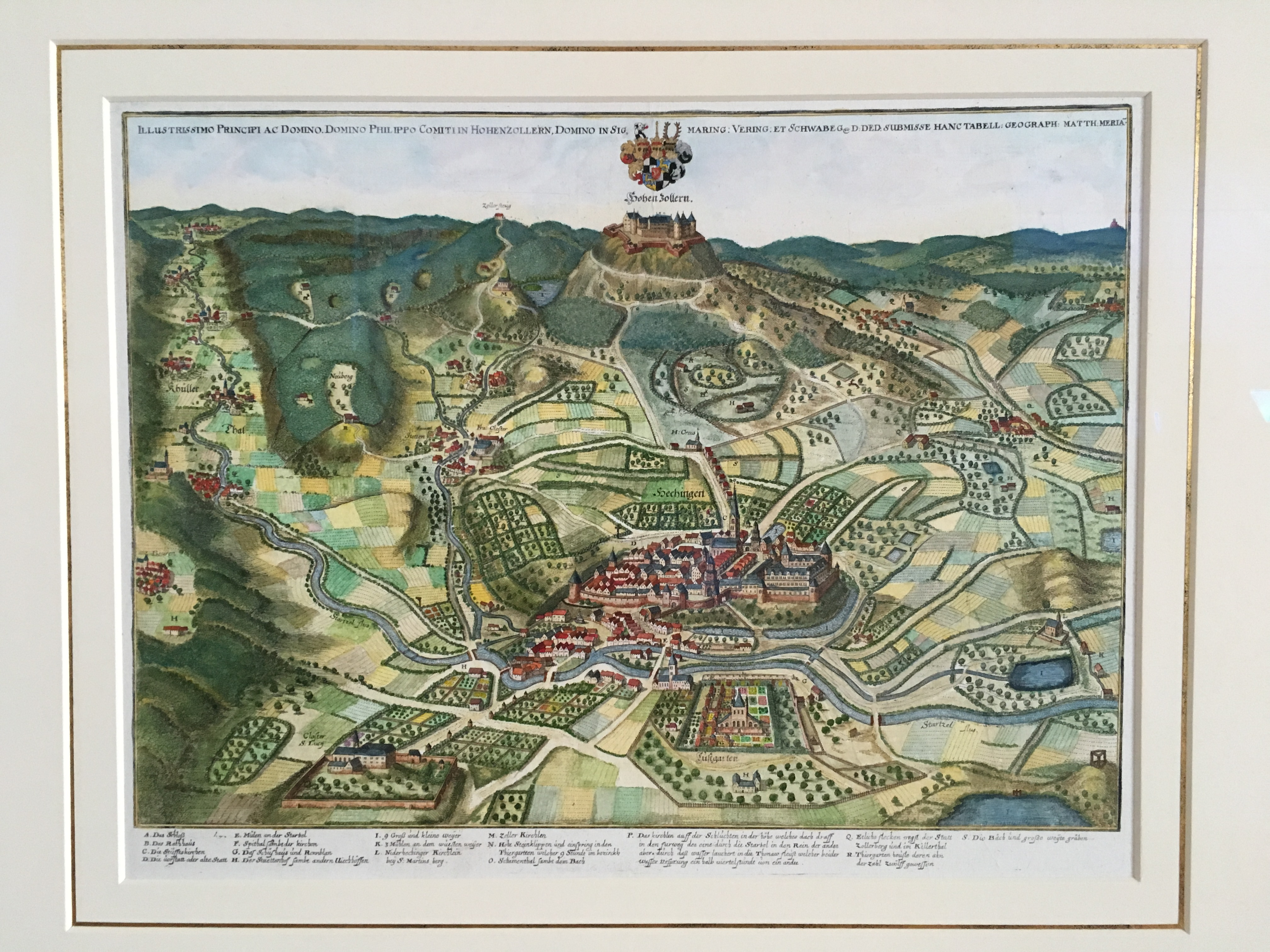
Hechingen met daarboven burcht Hohenzollern rond 1643 door Merian

Hechingen is een gemeente in de Duitse deelstaat Baden-Württemberg, gelegen in het Zollernalbkreis. De stad telt 19.126 inwoners.

## Geografie
Hechingen heeft een oppervlakte van 66,44 km² en ligt in het zuidwesten van Duitsland.

### Plaatsen in de gemeente Hechingen
- Bechtoldsweiler
- Beuren
- Boll
- Hechingen
- Schlatt
- Sickingen
- Stein
- Stetten
- Weilheim

## Geschiedenis
Hechingen werd in 786 voor het eerst vermeld en kreeg in 1255 stadsrechten. In de 11e eeuw behoorde het toe aan de graven van Zollern, sinds 1360 aan Württemberg en sinds 1429 aan de Hohenzollern. Na de opsplitsing van dit laatste gebied in 1567 werd de plaats residentie van het graafschap, sinds 1623 vorstendom Hohenzollern-Hechingen. Nadat vorst Constantijn zijn macht in 1849 afstond aan Pruisen maakte Hechingen deel uit van de Hohenzollernsche Lande.

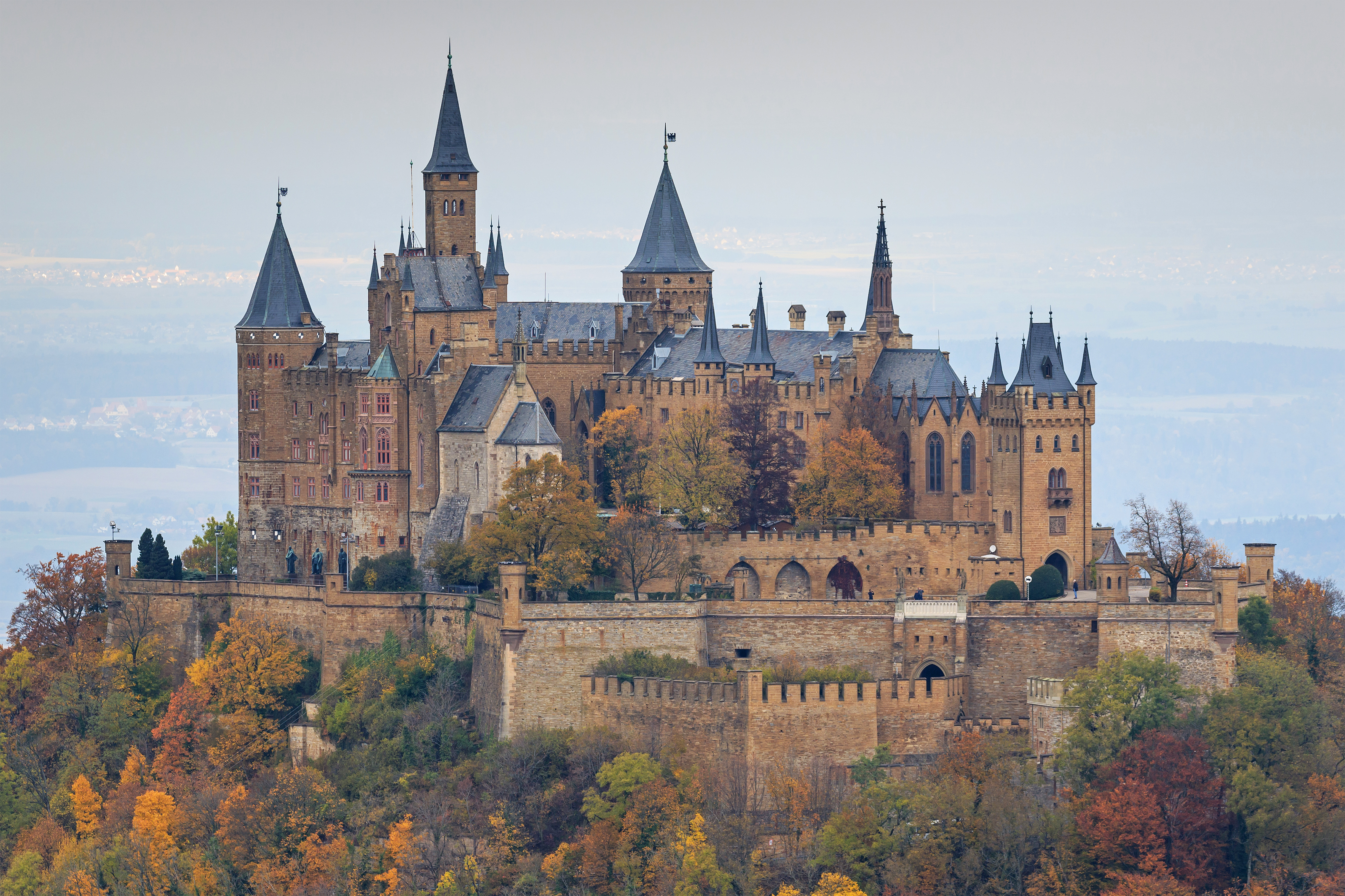
Burg Hohenzollern bij Hechingen

De op de industrialisering en het culturele leven invloedrijke joodse bevolking werd door het nazi-regime afgevoerd en omgebracht. De gedurende een pogrom door de Sturmabteilung (SA) verwoeste synagoge werd in de jaren 70 gerestaureerd.
In 1945/46 werd Hechingen door de Franse bezetters bij de deelstaat Württemberg-Hohenzollern gevoegd, die in 1952 opging in Baden-Württemberg.

## Geboren
- Elsa Einstein (1876-1936), tweede vrouw en nicht en achternicht van Albert Einstein
- Markus Wolf (1923-2006), geheim agent
- Saralisa Volm (1985), actrice

Albstadt ·
Balingen ·
Bisingen ·
Bitz ·
Burladingen ·
Dautmergen ·
Dormettingen ·
Dotternhausen ·
Geislingen ·
Grosselfingen ·
Haigerloch ·
Hausen am Tann ·
Hechingen ·
Jungingen ·
Meßstetten ·
Nusplingen ·
Obernheim ·
Rangendingen ·
Ratshausen ·
Rosenfeld ·
Schömberg ·
Straßberg ·
Weilen unter den Rinnen ·
Winterlingen ·
Zimmern unter der Burg